# Team Lotto NL-Jumbo/Saison 2017
Diese Liste beschreibt die Mannschaft und die Erfolge des Radsportteams Team Lotto NL-Jumbo in der Saison 2017.

## Erfolge in der UCI WorldTour
In den Rennen der Saison 2017 der UCI WorldTour gelangen die nachstehenden Erfolge.
| Datum       | Rennen                               | Sieger            |
| ----------- | ------------------------------------ | ----------------- |
| 6. April    | 4. Etappe Baskenland-Rundfahrt       | Primož Roglič     |
| 8. April    | 6. Etappe Baskenland-Rundfahrt (EZF) | Primož Roglič     |
| 30. April   | 5. Etappe Tour de Romandie (EZF)     | Primož Roglič     |
| 14.–20. Mai | Gesamtwertung Kalifornien-Rundfahrt  | George Bennett    |
| 28. Mai     | 21. Etappe Giro d’Italia (EZF)       | Jos van Emden     |
| 6. Juni     | 3. Etappe Critérium du Dauphiné      | Koen Bouwman      |
| 19. Juli    | 17. Etappe Tour de France            | Primož Roglič     |
| 23. Juli    | 21. Etappe Tour de France            | Dylan Groenewegen |
| 11. August  | 5. Etappe BinckBank Tour             | Lars Boom         |
| 23. Oktober | 5. Etappe Tour of Guangxi            | Dylan Groenewegen |

## Erfolge in der UCI Europe Tour
In den Rennen der Saison 2017 der UCI Europe Tour gelangen die nachstehenden Erfolge.
| Datum            | Rennen                                              | Kat. | Sieger             |
| ---------------- | --------------------------------------------------- | ---- | ------------------ |
| 17. Februar      | 3. Etappe Andalusien-Rundfahrt (EZF)                | 2.HC | Victor Campenaerts |
| 15.–19. Februar  | Gesamtwertung Algarve-Rundfahrt                     | 2.HC | Primož Roglič      |
| 5. März          | Dwars door West-Vlaanderen - Johan Musseuw Classics | 1.1  | Jos van Emden      |
| 28. April        | 1. Etappe Tour de Yorkshire                         | 2.1  | Dylan Groenewegen  |
| 18. Mai          | 2. Etappe Tour of Norway                            | 2.HC | Dylan Groenewegen  |
| 20. Mai          | 4. Etappe Tour of Norway                            | 2.HC | Dylan Groenewegen  |
| 25. Mai          | 2. Etappe Tour des Fjords                           | 2.1  | Timo Roosen        |
| 14. Juni         | Prolog Ster ZLM Toer (EZF)                          | 2.1  | Primož Roglič      |
| 15. Juni         | 2. Etappe Ster ZLM Toer                             | 2.1  | Dylan Groenewegen  |
| 16. Juni         | 3. Etappe Ster ZLM Toer                             | 2.1  | Dylan Groenewegen  |
| 9. August        | 1. Etappe Tour de l’Ain                             | 2.1  | Juan José Lobato   |
| 7. September     | 5. Etappe Tour of Britain (EZF)                     | 2.HC | Lars Boom          |
| 9. September     | 7. Etappe Tour of Britain                           | 2.HC | Dylan Groenewegen  |
| 3.–10. September | Gesamtwertung Tour of Britain                       | 2.HC | Lars Boom          |
| 14. Oktober      | Tacx Pro Classic                                    | 1.1  | Timo Roosen        |

## Zugänge – Abgänge
| Zugänge               | Team 2016                   | Abgänge            | Team 2017                                   |
| --------------------- | --------------------------- | ------------------ | ------------------------------------------- |
| Lars Boom             | Astana Pro Team             | Marc Goos          |                                             |
| Stef Clement          | IAM Cycling                 | Moreno Hofland     | Lotto Soudal                                |
| Floris De Tier        | Topsport Vlaanderen-Baloise | Wilco Kelderman    | Team Sunweb                                 |
| Amund Grøndahl Jansen | Team Joker                  | Mike Teunissen     | Team Sunweb                                 |
| Juan José Lobato      | Movistar Team               | Maarten Tjallingii | Karriereende                                |
| Daan Olivier          |                             | Tom Van Asbroeck   | Cannondale Drapac Professional Cycling Team |
| Antwan Tolhoek        | Roompot Oranje Peloton      | Dennis van Winden  | Israel Cycling Academy                      |
| Jurgen Van Den Broeck | Team Katusha                | Sep Vanmarcke      | Cannondale Drapac Professional Cycling Team |
| Gijs Van Hoecke       | Topsport Vlaanderen-Baloise |                    |                                             |

## Mannschaft
| Teamkader 2017                                | Teamkader 2017     | Teamkader 2017     | Teamkader 2017                     |
| Name                                          | Geburtsdatum       | Land               | Vorheriges Team                    |
| --------------------------------------------- | ------------------ | ------------------ | ---------------------------------- |
| Enrico Battaglin                              | 17. November 1989  | Italien            | Bardiani CSF (2015)                |
| George Bennett                                | 7. April 1990      | Neuseeland         | Cannondale (2014)                  |
| Lars Boom                                     | 30. Dezember 1985  | Niederlande        | Astana (2016)                      |
| Koen Bouwman                                  | 2. Dezember 1993   | Niederlande        | SEG Racing (2015)                  |
| Victor Campenaerts                            | 28. Oktober 1991   | Belgien            | Topsport Vlaanderen-Baloise (2015) |
| Twan Castelijns                               | 23. Januar 1989    | Niederlande        | Baby-Dump (2015)                   |
| Stef Clement                                  | 24. September 1982 | Niederlande        | IAM Cycling (2016)                 |
| Floris De Tier                                | 20. Januar 1992    | Belgien            | Topsport Vlaanderen-Baloise (2016) |
| Robert Gesink                                 | 31. Mai 1986       | Niederlande        | Rabobank Continental (2006)        |
| Amund Grøndahl Jansen                         | 11. Februar 1994   | Norwegen           | Joker Byggtorget (2016)            |
| Dylan Groenewegen                             | 21. Juni 1993      | Niederlande        | Roompot Oranje Peloton (2015)      |
| Martijn Keizer                                | 25. März 1988      | Niederlande        | Veranclassic-Doltcini (2014)       |
| Steven Kruijswijk                             | 7. Juni 1987       | Niederlande        | Rabobank Continental (2009)        |
| Steven Lammertink                             | 4. Dezember 1993   | Niederlande        | SEG Racing (2015)                  |
| Tom Leezer                                    | 26. Dezember 1985  | Niederlande        | Rabobank Continental (2007)        |
| Bert-Jan Lindeman                             | 16. Juni 1989      | Niederlande        | Rabobank Development (2014)        |
| Juan José Lobato                              | 30. Dezember 1988  | Spanien            | Movistar Team (2016)               |
| Paul Martens                                  | 26. Oktober 1983   | Deutschland        | Skil-Shimano (2007)                |
| Daan Olivier                                  | 24. November 1992  | Niederlande        | De Jonge Renner (2016)             |
| Primož Roglič                                 | 29. Oktober 1989   | Slowenien          | Adria Mobil (2015)                 |
| Timo Roosen                                   | 11. Januar 1993    | Niederlande        | Rabobank Development (2014)        |
| Bram Tankink                                  | 3. Dezember 1978   | Niederlande        | Quick Step-Innergetic (2007)       |
| Antwan Tolhoek                                | 29. April 1994     | Niederlande        | Roompot-Oranje Peloton (2016)      |
| Jurgen Van Den Broeck                         | 1. Februar 1983    | Belgien            | Katusha (2016)                     |
| Jos van Emden                                 | 18. Februar 1985   | Niederlande        | Rabobank Continental (2008)        |
| Gijs Van Hoecke                               | 12. November 1991  | Belgien            | Topsport Vlaanderen-Baloise (2016) |
| Alexey Vermeulen                              | 16. Dezember 1994  | Vereinigte Staaten | BMC Development (2015)             |
| Robert Wagner                                 | 17. April 1983     | Deutschland        | RadioShack-Nissan (2012)           |
| Maarten Wijnants                              | 13. Mai 1982       | Belgien            | Quick Step (2010)                  |
| Adriaan Janssen (1. Aug.–31. Dez., Stagiaire) | 12. Dezember 1995  | Niederlande        | Jo Piels (2016)                    |
|                                               |                    |                    |                                    |
| Quellen: ProCyclingStats Cycling Quotient     |                    |                    |                                    |